# Lonnie Franklin
Lonnie David Franklin Jr. (n. 30 august 1952, Los Angeles, California, SUA – d. 28 martie 2020, California, SUA), sub porecla Grim Sleeper, a fost un criminal în serie american responsabil de cel puțin zece omoruri și o tentativă de omor în Los Angeles, California, între 1984 și 2007. A fost condamnat și pentru viol și acte de violență sexuală. Porecla sa provine dintr-o aparentă pauză de 14 ani în activitatea sa criminală, între 1988 și 2002.
În iulie 2010, Franklin a fost arestat ca principal suspect, iar după numeroase amânări, procesul său a început în februarie 2016. La 5 mai 2016, juriul l-a găsit vinovat de uciderea a nouă femei și a unei adolescente. La 6 iunie 2016, juriul a recomandat aplicarea pedepsei cu moartea, și la 10 august 2016, Curtea Supremă din Los Angeles l-a condamnat la moarte pentru fiecare dintre cele zece victime menționate în verdict. La 28 martie 2020, Franklin a fost găsit mort în celula sa de la Penitenciarul de Stat San Quentin.

## Biografie
Lonnie David Franklin Jr. s-a născut pe 30 august 1952 și a crescut în South Central Los Angeles. S-a căsătorit și a avut doi copii. A fost dat afară din Armata Statelor Unite în iulie 1975, după ce a fost eliberat din închisoare pentru condamnarea sa pentru violul în grup al unei fete de 17 ani în Stuttgart, Germania de Vest, în aprilie 1974. Franklin și doi alți militari staționați în Stuttgart s-au oprit să întrebe o adolescentă cum să ajungă acasă și i-au oferit un transport. Când ea a acceptat, ei i-au pus un cuțit la gât, au condus-o într-un câmp și au violat-o în repetate rânduri. Ea a reușit să-și prefacă interesul pentru Franklin și să-i ceară numărul de telefon, prin care poliția l-a identificat. În timpul violului în grup, agresorii au făcut fotografii, așa cum Franklin avea să facă mai târziu și cu femeile pe care le-a violat și ucis. În 1989, Franklin a fost condamnat pentru două acuzații de furt, o acuzație de agresiune minoră și o acuzație de agresiune fizică. El a executat pedeapsa doar pentru una dintre acuzațiile de furt.

## Investigații

### Investigarea din anii 1980
În mijlocul anilor 1980, Departamentul de Poliție din Los Angeles (LAPD) a devenit conștient de existența unui posibil criminal în serie care țintea femei afro-americane dependente de droguri și prostituate. Criminalul, supranumit "Southside Slayer," era considerat responsabil pentru uciderea prin înjunghiere și strangulare a cel puțin 13 prostituate între 1983 și sfârșitul anului 1985. La un moment dat, crimele au fost denumite colocvial ca "Strawberry Murders" ("strawberry" fiind un slang pentru o femeie care schimbă sexul pentru droguri).
În septembrie 1985, LAPD a prezentat cazul la o conferință de presă și a solicitat informații de la public. După conferința de presă, LAPD a fost puternic criticat pentru eșecul de a avertiza comunitatea din South Central cu privire la posibilitatea existenței unui criminal în serie mai devreme. Activista Margaret Prescod și alți activiști comunitari au organizat proteste săptămânale în fața sediului LAPD, în încercarea de a presa departamentul să formeze o echipă specială pentru investigarea crimelor. Prescod a contrastat aparenta lipsă de interes a poliției în crimele din South Central cu atenția semnificativă acordată investigației lui Richard Ramirez, criminalul în serie supranumit "Night Stalker," care țintea femei în zonele mai bogate ale Los Angeles și San Francisco între iunie 1984 și august 1985. Prescod a acuzat LAPD de indiferență față de moartea femeilor sărace, afro-americane, consumatoare de droguri ceea ce LAPD a negat.
Până în ianuarie 1986, 15 crime au fost legate de acest caz. Au fost adăugați mai mulți detectivi la investigația comună LAPD-LASD, cunoscută sub numele de Southside Slayer Task Force, dar până în 1986, cazul era încă în investigație. Prescod a oficializat grupul său de activiști, transformându-l într-o organizație comunitară denumită Black Coalition Fighting Back Serial Murders și, în martie 1986, a făcut presiuni asupra Consiliului Municipal din Los Angeles pentru a crește recompensa oferită pentru informații despre crime de la 10.000 la 25.000 de dolari.
Până la sfârșitul anului 1986, descrierile contradictorii ale modului de operare și ale suspectului au determinat investigatorii să își pună la îndoială teoria originală potrivit căreia un singur criminal era responsabil pentru toate crimele. Dovezile sugerau că mai mulți criminali în serie – posibil patru sau mai mulți – ucideau femei în Sudul Los Angeles. Southside Slayer Task Force a început să se reducă în 1987 din cauza lipsei de rezultate în raport cu cheltuielile și resursele umane utilizate. Comandantul grupului de lucru, Lt. John Zorn, a declarat pentru Los Angeles Times în decembrie 1987 că „fluxul de indicii este aproape inexistent în acest moment.”

### Mai mulți criminali în serie
În anii următori, s-a constatat că criminalul în serie Louis Craine a comis cel puțin două dintre crimele cunoscute sub numele de „Southside Slayer”, iar criminalii în serie Michael Hughes, Daniel Lee Siebert, Chester Turner și Ivan Hill au comis fiecare cel puțin câte una. În plus, unele dintre crime ar fi putut fi comise individual de proxeneții sau clienții femeilor, fără nicio legătură cu vreun criminal în serie.
Crimele lui Judith Simpson, Cynthia Walker și Latanya Johnson, toate comise cu un pistol de 9 mm la sfârșitul anului 1988, au fost și ele investigate de Southside Slayer Task Force. Detectivul Rickey Ross, de la biroul șerifului, a fost arestat pentru aceste crime după ce a fost găsit cu droguri și o lucrătoare sexuală într-un vehicul care avea în portbagaj un pistol semi-automat Beretta de 9 mm ruginit. Ross a fost acuzat de crime după ce arma sa a fost legată balistic de gloanțele folosite în crime. ACu toate acestea, el a fost eliberat după ce o analiză balistică independentă a concluzionat că este puțin probabil ca arma lui Ross să fi fost cea folosită în crime. Toate cele trei crime rămân nerezolvate.
Un anumit grup de crime, legate prin elemente comune, inclusiv utilizarea unei arme de calibru .25, a rămas nerezolvat și neatribuit vreunui alt criminal în serie cunoscut. Prima crimă cunoscută din această serie a fost uciderea lui Debra Jackson în august 1985, care a fost legată de uciderea lui Henrietta Wright în august 1986 printr-o examinare criminalistică a armelor de foc. Până în 1987, au fost identificate șapte victime legate de aceeași armă, toate fiind împușcate în piept de la distanță mică. Două decenii mai târziu, autorul acestor crime a fost supranumit "Grim Sleeper" datorită perioadei lungi de inactivitate aparentă între crime.

### Investigația din anii 2000
În mai 2007, uciderea lui Janecia Peters, în vârstă de 25 de ani, a fost legată prin analiza ADN de cel puțin 11 crime nerezolvate în Los Angeles, prima dintre acestea având loc în 1985. În același an, LAPD a format în secret o echipă specială numită 800 Task Force, formată din șase detectivi și coordonată de Unitatea pentru Jafuri și Omoruri. 
La începutul lunii septembrie 2008, autoritățile din Los Angeles au anunțat o recompensă de 500.000 de dolari pentru prinderea criminalului. La 1 noiembrie, cazul a fost prezentat în programul America's Most Wanted de la Fox.
În martie 2009, a fost realizat un interviu amplu cu Enietra Washington, singura supraviețuitoare a atacurilor lui Franklin. Washington l-a descris pe atacator ca fiind „un bărbat de culoare, de aproximativ 30 de ani [⁠…⁠]. Avea un aspect îngrijit. Ordonat. Ușor timid. Purta un tricou negru polo, băgat în pantaloni bej.” Ea a oferit, de asemenea, detalii despre interiorul și exteriorul vehiculului său.

## Arestarea și investigațiile ulterioare
Forțele de ordine au ratat o oportunitate de a-l prinde pe Franklin deoarece ADN-ul său nu fusese colectat anterior. În 2003, Franklin a fost condamnat pentru o infracțiune și a fost plasat sub supraveghere pentru o perioadă de trei ani. În 2004, a fost adoptată Propunerea 69, care impunea colectarea ADN-ului de la toți infractorii și de la persoanele arestate pentru anumite infracțiuni specificate. De asemenea, această propunere a cerut extinderea bazei de date ADN. Autoritățile au colectat și sortat mii de probe ADN. În timp ce se afla sub libertate condiționată, ADN-ul lui Franklin trebuia să fi fost introdus în baza de date. Nu a fost introdus pentru că între noiembrie 2004 și august 2005, ofițerii de probațiune nu au colectat probe de la persoanele aflate sub probațiune nesupravegheată. Departamentul de probațiune nu a avut resursele necesare pentru a colecta probe până în august 2005.
Franklin a fost identificat, cel puțin în parte, prin analiza ADN familial. Poliția găsit o potrivire exactă între ADN-ul de la locurile crimelor și profilurile din baza de date a statului California, astfel că au căutat profiluri stocate care prezentau suficiente similitudini pentru a sugera o relație familială. Au găsit ADN similar aparținând fiului lui Franklin, Christopher, care fusese condamnat pentru o infracțiune cu arme în 2008. Christopher era prea tânăr pentru a fi comis crimele, însă potrivirea ADN-ului familial i-a condus pe anchetatori la tatăl său, Lonnie, ca fiind principalul suspect.
Un ofițer de poliție sub acoperire s-a pretins a fi chelner la un restaurant unde Franklin mânca, colectând farfurii, pahare și coji de pizza pentru a obține ADN. Detectivii au folosit apoi o bucată de pizza aruncată, împreună cu salivă găsită pe victime, pentru a stabili o potrivire a ADN-ului. La 7 iulie 2010, Franklin a fost arestat. Biroul Procurorului Districtual al Comitatului Los Angeles l-a acuzat pe Franklin de 10 capete de acuzație de omor, o acuzație de tentativă de omor și o acuzație specială de multiple omoruri.
La 16 decembrie 2010, LAPD a publicat 180 de fotografii ale unor femei găsite în casa lui Franklin, după încercări eșuate de a le identifica, care ar fi putut fi victime suplimentare. „Aceste persoane nu sunt suspecte, nici măcar nu știm dacă sunt victime, dar știm una: domnia de teroare a lui Lonnie Franklin în orașul Los Angeles, care a durat peste două decenii, culminând cu aproape o duzină de victime ucise, trebuie investigată mai departe", a declarat șeful Poliției, Charlie Beck.
În total, investigatorii au găsit peste 1.000 de fotografii și sute de ore de video în casa lui Franklin.  Imaginile arată în principal femei de culoare, cu vârste variate, de la adolescentele până la femeile de vârstă mijlocie și mai în vârstă, adesea dezbrăcate. Poliția crede că Franklin a făcut multe dintre fotografii, care prezintă atât persoane conștiente, cât și inconștiente, unele datând de acum treizeci de ani. Fotografiile au fost publicate pentru a ajuta la identificarea femeilor.
La 3 noiembrie 2011, Reuters a raportat că poliția îl considera pe Franklin ca suspect în încă șase crime. Poliția investiga două dintre cele șase ca posibile victime ucise într-o perioadă de 14 ani între o primă serie de crime Grim Sleeper care s-a încheiat în 1988 și alte crime care au început în 2002. Din celelalte patru victime, două cadavre au fost descoperite în anii 1980, două au fost raportate dispărute în 2005, dar rămășițele celorlalte două nu au fost niciodată găsite, a declarat poliția. Detectivii au spus că l-au legat pe Franklin de cele șase crime suplimentare după ce au revizuit sute de dosare vechi.

## Procesul și moartea
Franklin a fost acuzat de zece omoruri și o tentativă de omor și a fost reținut fără posibilitatea eliberării pe cauțiune. El nu a fost acuzat niciodată pentru moartea unei presupuse a unsprezecea victime, un bărbat negru, o crimă pentru care nu s-a găsit nicio dovadă ADN. După o lungă perioadă de descoperiri pre-proces și mai multe amânări, procesul a început pe 16 februarie 2016. Pledoariile finale au început pe 2 mai 2016 iar juriul a început deliberările pe 4 mai 2016. La 5 mai 2016, după aproape trei luni de proces și o zi și jumătate de deliberare a juriului, Franklin a fost condamnat pentru toate capetele de acuzație. Audierea sentinței sale a început o săptămână mai târziu, pe 12 mai 2016.
La audiere, procurorii au prezentat dovezi legate de alte patru victime pe care credeau că le-a ucis Franklin. Aceste patru victime nu făceau parte din grupul inițial identificat prin dovezi ADN și probe balistice ca victime ale „Grim Sleeper” și au fost identificate ca atare doar după arestarea lui. Trei victime, Sharon Alicia Dismuke, Inez Warren și Georgia Mae Thompson, au fost identificate ca posibile victime ale „Grim Sleeper” de către ofițerii din cadrul grupului de lucru care investigau rapoarte de persoane dispărute și crime nerezolvate datând încă din 1976. Cea de-a patra victimă, Rolenia Morris, a fost identificată din dovezi găsite în garajul lui Franklin după arestarea sa. Corpul acesteia nu a fost niciodată găsit. Procurorii nu l-au acuzat pe Franklin pentru aceste crime din teama de a întârzia procesul și mai mult.
La 6 iunie 2016, un juriu din Comitatul Los Angeles l-a condamnat pe Franklin la moarte. La 10 august, Curtea Superioră l-a condamnat pe Franklin pentru fiecare cap de acuzație, numind victimele individuale. La 28 martie 2020, Franklin a fost găsit mort în celula sa. Nu s-au găsit semne de traumă pe corpul lui. Cauza morții sale și rezultatele autopsiei nu au fost făcute publice.

## Victime
Procurorii suspectează că prima victimă a lui Lonnie Franklin a fost Sharon Alicia Dismuke, care a fost ucisă pe 15 ianuarie 1984. Prima sa victimă confirmată a fost Debra Jackson, a cărei moarte a avut loc în august 1985. Franklin pare să fi luat o pauză de 14 ani după ultima sa crimă cunoscută din 1988, iar următorul său omor confirmat a avut loc în 2002. Ca urmare a acestei aparente inactivități, el a primit pseudonimul „Grim Sleeper”. Investigatorii au declarat că cred că este probabil ca să fi existat și alte victime nidentificate în acel interval de timp. Ultima crimă confirmată a avut loc în ianuarie 2007.
Toate victimele sale, cu o singură excepție, au fost femei de culoare. Una dintre victimele suspectate a fost un bărbat culoare. Multe dintre victimele sale au fost prostituate, și Franklin era cunoscut pentru faptul că a avut contact frecvent cu lucrătoare sexuale. Toate victimele sale au fost găsite în aer liber, adesea în alei situate la mică distanță de centrul orașului Los Angeles. A împușcat toate victimele sale cu un pistol de calibru .25. Franklin a făcut multe fotografii cu femei goale și a păstrat înregistrările în garajul său.

### Grim Sleeper
- Sharon Alicia Dismuke, în vârstă de 21 de ani, a fost găsită moartă în South Park, Los Angeles pe 15 ianuarie 1984. Ea nu a fost considerată o victimă a lui Grim Sleeper până după arestarea lui Franklin. Dovezile care legau modul de operare al crimei lui Dismuke de alte crime ale lui Franklin au fost prezentate la audierea sentinței lui Franklin.[76]
- Debra Ronette Jackson, 29 de ani, a fost împușcată de trei ori în piept, și trupul ei a fost găsit pe 10 august 1985, într-o alee lângă West Gage Avenue în Vermont-Slauson, Los Angeles.
- Henrietta Wright, 35 de ani, a fost găsită moartă cu multiple răni cauzate de împușcături pe 12 august 1986, într-o alee lângă blocul 2500 de pe West Vernon Avenue în Hyde Park, Los Angeles. Trupul lui Wright a fost găsit sub o saltea aruncată; este posibil ca ea să fi fost ucisă în alt loc și abandonată în acea alee.
- Thomas Sylvester Steele, 36 de ani, a fost găsit mort pe 14 august 1986, la intersecția străzilor 71st și Halldale Avenue în Harvard Park, Los Angeles. Franklin nu a fost acuzat din cauza lipsei de dovezi.[45] Poliția a declarat că Steele a fost ucis posibil pentru că era prieten cu o altă victimă sau pentru că descoperise crimele lui Franklin.[72]
- Barbara Bethune Ware, 23 de ani, a fost găsită moartă pe 10 ianuarie 1987, în blocul 1300 de pe East 56th Street în Central-Alameda, Los Angeles.
- Bernita Rochelle Sparks, 26 de ani, a fost găsită moartă pe 15 aprilie 1987, în blocul 9400 de pe South Western Avenue în Gramercy Park, Los Angeles. Ea fusese împușcată, și trupul ei a fost descoperit într-un coș de gunoi.
- Mary Katherine Lowe, 26 de ani, a fost găsită moartă pe 31 octombrie 1987, în blocul 8900 de pe Western Avenue în Gramercy Park, Los Angeles. Trupul ei a fost aruncat într-o alee și acoperit după ce fusese împușcată.
- Lachrica Denise Jefferson, 22 de ani, a fost găsită moartă pe 30 ianuarie 1988, în blocul 2000 de pe West 102nd Place în Westmont, California County, Los Angeles.
- Inez Elizabeth Warren, 28 de ani, a fost împușcată pe 15 august 1988. Ea a fost găsită inconștientă într-o alee și a murit la un spital din apropiere în Gramercy Park, Los Angeles. Warren nu a fost considerată o victimă a lui Grim Sleeper până după arestarea lui Franklin.[77]
- Monique Alicia Alexander, 18 ani, a fost găsită moartă pe 11 septembrie 1988, într-o alee lângă 43rd Place și Western Avenue în Vermont Square, Los Angeles.
- Enietra Margette Washington, 30 de ani, a fost atacată în Gramercy Park, Los Angeles pe 20 noiembrie 1988. Ea este singura supraviețuitoare confirmată.[7] Ea a acceptat o călătorie cu Franklin înainte ca el să o ducă într-o alee, unde a fost împușcată și lăsată să moară.
- Georgia Mae Thomas, 43 de ani, a murit pe 28 decembrie 2000, după ce a fost împușcată în South Park, Los Angeles. Thomas nu a fost considerată o victimă a lui Grim Sleeper până la prezentarea dovezilor în timpul condamnării lui Franklin.[78]
- Princess Cheyanne Berthomieux, 15 ani, a fost găsită strangulată și bătută pe 19 martie 2002, într-o alee din Inglewood, California. Trupul ei gol a fost găsit de un trecător în tufișuri. Ea fusese văzută ultima dată de familia ei pe 21 decembrie 2001.
- Valerie Louise McCorvey, 35 de ani, a fost găsită moartă pe 11 iulie 2003, pe Denker Avenue între străzile 108th și 109th în Westmont, California County, Los Angeles.
- Ayellah Gbo Dzata Marshall, 18 ani, a fost văzută ultima dată la o unitate medicală în Hawthorne, California pe 1 februarie 2005. Trupul ei nu a fost niciodată găsit. Cardul ei de identificare școlară a fost găsit în garajul lui Franklin.[71] Dovezile care îl legau pe Franklin de Marshall nu au fost suficiente pentru a iniția o urmărire penală.[64]
- Rolenia Adele Morris, 31 de ani, a fost văzută ultima dată în blocul 9000 de pe south Western Avenue în Los Angeles, California pe 10 septembrie 2005. Trupul ei nu a fost niciodată găsit. Permisul ei de conducere din Nevada și două fotografii explicite ale ei au fost găsite în garajul lui Franklin.[71] Procurorii au prezentat aceste dovezi la audierea sentinței lui Franklin.[64]
- Janecia Lavette Peters, 25 de ani, a fost găsită moartă pe 1 ianuarie 2007, în blocul 9500 de pe South Western Avenue în Gramercy Park, Los Angeles. Ea fusese împușcată și acoperită cu o sac de gunoi.

### Ucigașul din Belize
Autoritățile au sugerat că Lonnie Franklin ar putea fi un suspect posibil pentru răpirea, violul și uciderea a cinci fete în Belize City între 1998 și 2000. Franklin avea legături cu țara prin căsătoria sa cu Sylvia Castillo, originară din Belize. În plus, pauza de 14 ani dintre crimele confirmate ale lui Franklin coincide cu seria de omoruri din Belize. Mătușa uneia dintre victime a susținut că l-ar fi văzut pe Franklin în Belize City în acea perioadă, iar furgoneta folosită într-una dintre crimele sale dovedite a fost găsită ulterior în Belize. Toate aceste elemente au servit drept posibile dovezi circumstanțiale ale implicării sale;  totuși, el nu a fost niciodată acuzat de aceste crime.

### Crima din Hereford
Edwinta Hereford, 19 ani, a fost găsită moartă pe 16 mai 2010, pe autostrada 105 lângă Garfield Avenue în Paramount, California. Hereford fusese aruncată dintr-o mașină care se deplasa cu viteză spre est pe autostrada 105. Corpul ei a fost descoperit la mai puțin de o oră după ce fusese aruncată din vehicul. Hereford a fost văzută ultima dată la magazinul Snappy's Liquor, în apropiere de Imperial Highway și Normandie Avenue, în Westmont, California, în aceeași zonă generală unde au avut loc și alte crime Grim Sleeper. Omorul lui Hereford rămâne nerezolvat.

### Crime posibile
Patru femei dispărute sunt considerate a fi fost printre victimele lui Franklin, potrivit familiilor acestora. Cele patru femei frecventau zona din apropierea casei lui Franklin, unde au fost descoperite cadavrele celorlalte victime, și toate erau implicate în consumul de droguri și prostituție.
- Cathern Davis, 32 de ani, a fost văzută ultima dată în blocul 400 de pe west 49th Street în Los Angeles, California pe 9 iunie 1982.[86]
- Rosalind Giles, 26 de ani, a fost văzută ultima dată în blocul 400 de pe east 64th Street în Los Angeles, California pe 10 ianuarie 1991.[87]
- Lisa Renee Knox, 28 de ani, a fost văzută ultima dată în blocul 1000 de pe 22nd Street în Los Angeles, California pe 11 mai 1993.[88]
- Anita Yolanda Parker, 37 de ani, a fost văzută ultima dată în blocul 6000 de pe Brynhurst Avenue în Los Angeles, California pe 17 noiembrie 1998.[89]

## Film și televiziune
- Episodul „Ballona Creek”din serialul Law and Order: LA din 2010 prezintă asemănări cu cazul Grim Sleeper.[90]
- În 2014, regizorul britanic Nick Broomfield a realizat un documentar despre Franklin, intitulat Tales of the Grim Sleeper.[91]
- În 2014, canalul Lifetime a lansat filmul, The Grim Sleeper, pe acest caz. Producția a fost realizată de Michael Jaffe Films Ltd. și îi are în distribuție pe Dreama Walker, Macy Gray, Ernie Hudson, și Michael O’Neill.
- În 2017, jurnalista Christine Pelisek a publicat cartea The Grim Sleeper, o relatare detaliată a investigației acestui caz.[92]
- Povestea a fost prezentată în sezonul 1 al emisiunii Investigation Discovery The Face of Evil în episodul 4, intitulat The Grim Sleeper, care a avut premiera pe 9 mai 2019.[93]
- Victima Enietra Margette discută întâlnirea ei cu Franklin în episodul 7 din sezonul 1 al seriei I Survived a Serial Killer, produsă de A&E.[94]
- În 2024, platforma Tubi a lansat un documentar despre acest caz intitulat Evil Among Us: The Grim Sleeper. A fost regizat de Victoria Drew și conține unele reconstituiri.[95]